# Estructuras sintácticas
Estructuras sintácticas (título original: Syntactic Structures) es un trabajo del lingüista estadounidense Noam Chomsky, publicado originalmente en 1957, que ejerció una gran influencia en la lingüística de la segunda mitad del siglo XX. Se trata de una extensión del modelo de gramática generativa transformacional de su profesor, Zellig Harris.
La presentación de Chomsky, una breve monografía de unas cien páginas, es considerada como uno de los estudios más significativos del siglo XX, y en 2011 fue seleccionada por la revista Time como uno de los 100 libros de no ficción más importantes que se han escrito. Contiene la ahora famosa frase «Las ideas verdes incoloras duermen furiosamente», que Chomsky puso como ejemplo de una frase gramaticalmente correcta pero sin significado aparente. Así, Chomsky argumentó que la sintaxis (el estudio de las estructuras de la oración) es independiente de la semántica (el estudio del significado).
Basado en las notas que había preparado para sus clases en el Instituto Tecnológico de Massachusetts (MIT), el primer libro de Chomsky presentó desarrollos contemporáneos en gramática generativa temprana. El enfoque de la sintaxis es totalmente formal (basado en símbolos y reglas). En su base, Chomsky utiliza reglas de estructura sintagmática, que descomponen las oraciones en partes más pequeñas. Estas se combinan con un nuevo tipo de reglas, que Chomsky llamó «transformaciones». Este procedimiento da lugar a diferentes estructuras de la oración. Reiterando las nociones introducidas en la lingüística por el danés Louis Hjelmslev, Chomsky estableció que este conjunto limitado de reglas «genera» todas y cada una las oraciones gramaticales de un idioma dado, que son infinitas en número.
Más tarde se interpretó que esta forma de estudio anteponía el lugar del lenguaje en la mente al comportamiento del lenguaje, aunque tales ideas no se expresan explícitamente en el libro. En cambio, Hjelmslev y otros lingüistas europeos habían considerado el cálculo generativo como algo perfectamente no psicológico.
La importancia de Estructuras sintácticas radica en la convicción de Chomsky acerca de una perspectiva biológica del lenguaje, en un momento en el que esta era inusual, y en el contexto de la lingüística formal, donde era inesperada. Con el tiempo se reconoció a Chomsky como uno de los fundadores de lo que ahora se conoce como sociobiología. Otra razón para la fama de Estructuras sintácticas fue que Hjelmslev murió en 1965, después de lo cual los estudiosos de la gramática generativa no tenían claro el origen de la teoría.
Escrito cuando todavía era un investigador desconocido, Estructuras sintácticas tuvo un gran impacto en el estudio del conocimiento, la mente y los procesos mentales, y fue un trabajo influyente en la formación del campo de la ciencia cognitiva. También influyó significativamente en la investigación de los informática y el cerebro.
Algunos especialistas han cuestionado la teoría, ya que consideran que es incorrecto describir el lenguaje como un sistema ideal. También dicen que da menos valor a la recopilación y prueba de datos. Sin embargo, a raíz de la publicación de Estructuras sintácticas, la lingüística estadounidense cambió su curso en la segunda mitad del siglo XX.

## Antecedentes

### Situación en la teoría lingüística
En el momento de su publicación, Estructuras sintácticas supuso un avance respecto al modelo formal de análisis del lenguaje de Zellig Harris, que se denomina gramática generativa transformacional. También se puede decir que presenta la versión de Chomsky o la teoría de Chomsky, porque hay algunas aportaciones originales a un nivel más técnico. Los conceptos centrales del modelo, sin embargo, provienen del libro de Louis Hjelmslev Prolegómenos a una teoría del lenguaje, que fue publicado en 1943 en danés y traducido al inglés por Francis J. Whitfield en 1953. El libro establece una herramienta algebraica para el análisis lingüístico que consiste en terminales e inventarios de todos los tipos diferentes de unidades lingüísticas, de manera similar a los símbolos terminales y no terminales en gramática formal. En primer lugar, funciona como un dispositivo descriptivo, o como Hjelmslev lo explica:
«Exigimos, por ejemplo, de la teoría del lenguaje que permita describir correcta y exhaustivamente no solo un texto dado en francés, sino también todos los textos en francés existentes, y no solo estos sino también todos los textos en francés posibles y concebibles».
Cuando este trabajo se realiza a un nivel satisfactorio, también será posible predecir todas las oraciones gramaticales de un idioma dado:
«Gracias al conocimiento lingüístico adquirido, podremos formar, para el mismo idioma, todos los textos concebibles o teóricamente posibles».
Hjelmslev también señala que una descripción algorítmica de un idioma podría generar un número infinito de productos de un número finito de elementos primitivos:
«Cuando comparamos los inventarios producidos en las diversas etapas de la deducción, su tamaño generalmente se irá reduciendo a medida que el procedimiento continúa. Si el texto no está restringido, es decir, es capaz de prolongarse a través de la adición constante de otras partes... será posible registrar un número ilimitado de oraciones».
Estas son consecuencias lógicas de los sistemas matemáticos propuestos por David Hilbert y Rudolf Carnap, que fueron primero adoptadas en lingüística por Hjelmslev y cuyas ideas son reiteradas por Chomsky:
«El objetivo fundamental en el análisis lingüístico de un lenguaje L es separar las secuencias gramaticales, que son las frases de L, de las secuencias no gramaticales, que no son frases de L. La gramática de L será así un instrumento que genere todas las secuencias gramaticales de L y ninguna de las no gramaticales».
Chomsky también afirma que una estrategia recursiva como los bucles cerrados permitiría a la gramática generar un número infinito de oraciones. Sin embargo, hay algunos puntos importantes de divergencia con la concepción de Hjelmslev. Hjelmslev era estructuralista y aplicaba modelos matemáticos al concepto del lenguaje como un sistema interactivo de significado y de forma de Ferdinand de Saussure. Aunque los lingüistas de la escuela bloomfieldiana de principios a mediados del siglo XX fueron apodados «estructuralistas americanos», fundamentalmente rechazaron los principios básicos del estructuralismo: que la forma lingüística se explica a través del significado y que la lingüística pertenece al dominio de la sociología. En cambio, la idea de lenguaje respaldada por Leonard Bloomfield y sus seguidores derivó de la psicología mentalista de William Wundt, que fue sustituida por la psicología conductual en el libro de 1933 Lenguaje, de Bloomfield. Esto llevó a la separación de sintaxis y semántica como un eslabón no observable en una cadena de estímulo-respuesta. Chomsky, como Harris y otros lingüistas estadounidenses, estuvo de acuerdo en que no existe un vínculo causal entre semántica y sintaxis. A pesar del cambio de paradigma, los lingüistas estadounidenses mantuvieron el análisis sintáctico de Wundt, que supone la colocación del objeto gramatical en el sintagma verbal. Creían que los idiomas debían analizarse teniendo en cuenta cómo los hablantes nativos pensaran que era correcto. Cómo convertir esta idea en una afirmación científica siguió siendo un problema acuciante para la lingüística estadounidense durante décadas. Harris y Rulon Wells justificaron el análisis del objeto como parte del sintagma verbal por «economía». Pero este término, de nuevo, solamente sugería que la práctica se percibía como algo «fácil». En Estructuras sintácticas, Chomsky cambia el significado del principio de arbitrariedad de Hjelmslev, que indicaba que el cálculo generativo es simplemente una herramienta para el lingüista y no una estructura en la realidad. David Lightfoot, sin embargo, señala en su introducción a la segunda edición que había pocos puntos de verdadero interés en Estructuras sintácticas en sí, y que las posibles interpretaciones de que las reglas o estructuras son «cognitivas», innatas o biológicas se habrían hecho en otro lugar, especialmente en el contexto de un debate entre Chomsky y los defensores del conductismo. No obstante, décadas después Chomsky enuncia claramente que las estructuras sintácticas, incluido el objeto como dependiente del sintagma verbal, son causadas por una mutación genética en los seres humanos.

### Chomsky como lingüista joven

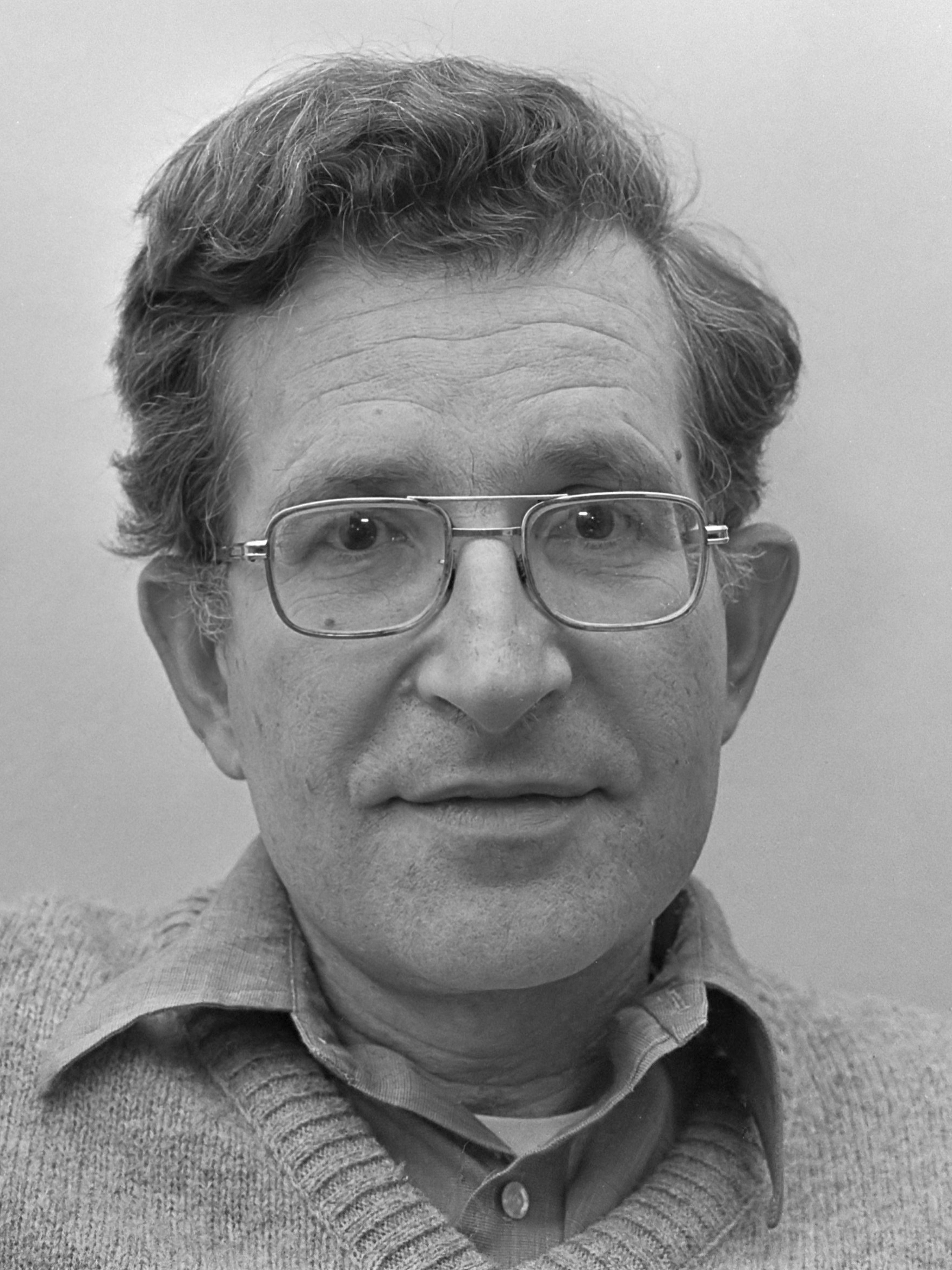
Noam Chomsky, autor de Estructuras sintácticas, en una foto de 1977.

El interés de Chomsky en el lenguaje comenzó a una edad temprana. Cuando tenía doce años, estudió gramática hebrea con su padre. También estudió árabe en su primer año en la Universidad de Pensilvania. En 1947 conoció a Zellig Harris, fundador del departamento de lingüística de la universidad. Harris era un lingüista consolidado. Investigó en la dirección trazada por el lingüista estadounidense Leonard Bloomfield. Dejó a Chomsky revisar una copia de su libro Methods in Structural Linguistics (1951). Así fue como Chomsky comenzó a conocer una teoría formal de la lingüística. Pronto decidió especializarse en el tema. Para su tesis, Chomsky se propuso aplicar los métodos de Harris al hebreo. Siguiendo el consejo de Harris, estudió lógica, filosofía y matemáticas. Encontró las opiniones de Harris sobre el lenguaje similares al trabajo de Nelson Goodman en los sistemas filosóficos. Chomsky también se vio influido por las obras de W. V. O. Quine y Rudolf Carnap. Quine mostró que uno no puede constatar completamente el significado de una afirmación mediante observaciones. Carnap había desarrollado una teoría formal del lenguaje que utilizaba símbolos y reglas que no se referían al significado. A partir de ahí, Chomsky trató de elaborar una gramática del hebreo. Esta gramática generaría las formas fonéticas o sonoras de las oraciones. Con este fin, organizó los métodos de Harris de una manera diferente. Se le ocurrió un conjunto de reglas recursivas para describir las formas y estructuras de la oración. Son reglas que se remiten a sí mismas. También se dio cuenta de que había muchas maneras diferentes de presentar la gramática. Trató de desarrollar un método para medir la sencillez de una gramática. Para ello, buscó «generalizaciones» entre los posibles conjuntos de reglas gramaticales. Chomsky finalizó su trabajo de fin de grado The morphophonemics of modern Hebrew en 1949. Posteriormente, publicó una versión revisada y ampliada del mismo como trabajo de fin de máster en 1951.
En 1951 Chomsky entró en la Universidad de Harvard con una beca de investigación. Allí intentó construir una teoría lingüística totalmente formal. Fue una clara ruptura con la tradición existente en el estudio de las lenguas. En 1953 Chomsky publicó su primer artículo como investigador. En él, trató de adaptar el lenguaje de la lógica, basado en símbolos, para describir la sintaxis de un lenguaje humano. Durante su beca, Chomsky organizó todas sus ideas en un enorme manuscrito de alrededor de 1000 páginas mecanografiadas. Lo tituló La estructura lógica de la teoría lingüística (LSLT, por sus siglas en inglés). En 1955 Chomsky encontró un trabajo en el MIT. Trabajó allí como lingüista en el proyecto sobre traducción mecánica. El mismo año presentó su tesis doctoral en la Universidad de Pensilvania. La universidad le concedió el doctorado por su tesis sobre Análisis Transformacional. En realidad, era solo el noveno capítulo de LSLT.

## Publicación
En 1955, Chomsky tenía un doctorado en lingüística. Aun así, al principio tuvo que luchar para publicar su teoría y sus ideas sobre el lenguaje. Ofreció el manuscrito de La estructura lógica de la teoría lingüística (LSLT) para su publicación. Pero el departamento de publicaciones tecnológicas del MIT se negó a publicarlo. La revista de lingüística académica WORD también rechazó con rapidez uno de sus trabajos. Así que siguió siendo un extraño en el campo de la lingüística. Sus reseñas y artículos en ese momento aparecían principalmente en publicaciones no lingüísticas. Mouton & Co. era una editorial holandesa con sede en La Haya. Desde 1954 había ganado reputación académica al publicar trabajos sobre Estudios Eslavos. En particular, habían publicado obras de los lingüistas Nicolaas Van Wijk y Roman Jakobson. Pronto comenzaron una nueva serie llamada Janua Linguarum o la «Puerta de los idiomas». Pretendía ser una serie de «pequeñas monografías» sobre lingüística general. El primer volumen de la serie Janua Linguarum fue escrito por Roman Jakobson y Morris Halle. Se llamó Fundamentos del lenguaje y fue publicado en 1956. Chomsky ya había conocido a Jakobson, profesor de la Universidad de Harvard, durante sus años de investigador allí. Halle fue compañero de Chomsky durante su postgrado en Harvard y después en su trabajo en el MIT. En 1956 Chomsky y Halle colaboraron para escribir un artículo sobre fonología, publicado en una recopilación en honor de Jakobson. Esta antología fue publicada por Mouton en 1956.
Cornelis van Schooneveld era el editor de la serie Janua Linguarum en Mouton. Fue un lingüista holandés y estudiante directo de Jakobson. Estaba buscando monografías para publicar en su serie. Entonces, visitó a Chomsky en el MIT en 1956. Con la mediación de Morris Halle (y posiblemente de Jakobson), Chomsky mostró a van Schooneveld sus notas para el curso de introducción a la lingüística para estudiantes de grado. Van Schooneveld se interesó por ellas. Se ofreció a publicar una versión desarrollada de ellas en Mouton, con lo que Chomsky estuvo de acuerdo. Chomsky preparó un manuscrito del tamaño apropiado (no más de 120 páginas) que se ajustaría a la serie. Tras revisar un manuscrito anterior, en la primera semana de agosto de 1956 Chomsky envió una versión final a van Schooneveld. El editor hizo a Chomsky cambiar el nombre del libro a Estructuras sintácticas con fines comerciales. El MIT reservó gran cantidad de ejemplares del libro. Esto dio más incentivos a Mouton para publicarlo. Mouton finalmente publicó la monografía de Chomsky titulada Estructuras sintácticas en la segunda semana de febrero de 1957.
Poco después de la primera publicación, Bernard Bloch, editor de la prestigiosa revista Language, dio al lingüista Robert Benjamin Lees, colega de Chomsky en el MIT, la oportunidad de escribir una reseña del libro. La muy positiva revisión de Lees, de la extensión de un ensayo, apareció en la edición de julio-septiembre de 1957 de Language. Esta revisión temprana pero influyente otorgó a Estructuras sintácticas visibilidad en el campo de la investigación lingüística. Poco después, el libro creó una aparente «revolución» en la disciplina. Thorne 1965 señaló que «recientemente ha tenido lugar en lingüística una revolución de la clase que Kuhn describe, que data de la publicación de las Estructuras sintácticas de Chomsky en 1957». Según Sklar (1968): «Lo que ha sucedido en lingüística desde la aparición de Chomsky en escena se ajusta casi perfectamente a la descripción de Kuhn de cómo funciona una revolución científica». Searle escribe que «la revolución [de Chomsky] siguió bastante de cerca el patrón general descrito en La estructura de las revoluciones científicas de Thomas Kuhn». Véase también Newmeyer 1986 y Newmeyer 1996. Para un informe crítico y elaborado consulte las contribuciones en Kibbee 2010. Para leer una opinión alternativa que pone en duda si realmente tuvo lugar una revolución, consulte Koerner 2002. Tres décadas después de su revisión original, Searle 2002 escribió que «Juzgada por los objetivos declarados en los manifiestos originales, la revolución no ha tenido éxito. Algo más puede haber tenido éxito, o puede llegar a tenerlo, pero los objetivos de la revolución original han sido alterados y en cierto sentido abandonados».</ref> En cuanto a LSLT, tardó 17 años más en publicarse. Estructuras sintácticas fue el cuarto libro de la serie Janua Linguarum. Fue el libro más vendido de la serie. Hasta 1978 se reimprimió 13 veces. En 1962 se publicó en Moscú una traducción al ruso de Konstantin Ivanovich Babisky, titulada Синтакси́ческие структу́ры (Sintaksychyeskiye Struktury). En 1963 Yasuo Isamu tradujo el libro al japonés, con el nombre 文法の構造 (Bunpō no kōzō). En 1969 una traducción al francés de Michel Braudeau, titulada Structures Syntaxiques, fue publicada por Éditions du Seuil en París. En 1973 Mouton publicó una traducción al alemán de Klaus-Peter Lange, titulada Strukturen der Syntax. El libro también ha sido traducido al coreano, español, italiano, checo, serbo-croata y sueco.

## Contenido

### Objetivos de la investigación sintáctica
En Estructuras sintácticas Chomsky intenta construir una «teoría formal de la estructura lingüística». Pone énfasis en «formulaciones rigurosas» y «modelos construidos con precisión». En el primer capítulo del libro da una definición de la sintaxis del lenguaje humano. Posteriormente, habla de los objetivos del estudio sintáctico. Para Chomsky, el objetivo de un lingüista es desarrollar la gramática de un idioma. Define la gramática como un dispositivo que produce todas las frases del idioma en estudio. En segundo lugar, un lingüista debe encontrar los conceptos abstractos que subyacen en cada gramática para desarrollar un método general. Este método ayudaría a seleccionar la mejor estrategia o gramática posible para cualquier idioma en función de su corpus. Finalmente, una teoría lingüística debe proporcionar una descripción satisfactoria de todos los niveles de análisis del lenguaje. Ejemplos de estos niveles son los sonidos, las palabras y las estructuras oracionales.

### Gramaticalidad

Diagrama de árbol de la frase "Colorless green ideas sleep furiously" (Las ideas verdes incoloras duermen furiosamente)

El segundo capítulo se titula «La independencia de la gramática». En ella, Chomsky afirma que una lengua es «un conjunto de oraciones, cada una finita en longitud y construida a partir de un conjunto finito de elementos». Un lingüista debe separar las «secuencias gramaticales» o frases de un idioma de las «secuencias no gramaticales». Con una oración «gramatical» Chomsky se refiere a una oración que es intuitivamente «aceptable para un hablante nativo». Es una oración pronunciada con una «entonación normal de la oración». También se «recuerda mucho más rápido» y «se aprende mucho más fácilmente». Chomsky entonces va más allá sobre las bases de la «gramaticalidad». Expone tres vías que no determinan si una oración es gramatical o no. Primero, una oración gramatical no necesita estar incluida en un corpus. En segundo lugar, no necesita tener sentido. Finalmente, no tiene que ser estadísticamente probable. Chomsky demuestra los tres puntos usando una oración sin sentido: «Las ideas verdes incoloras duermen furiosamente». Escribe que la oración es instintivamente «gramatical» para un hablante nativo de inglés. Pero no está incluida en ningún corpus conocido en ese momento y no tiene sentido ni es estadísticamente probable.
Chomsky concluye que «la gramática es autónoma e independiente del significado». Añade que «los modelos probabilísticos no proporcionan conocimiento sobre algunos de los problemas básicos de la estructura sintáctica».

#### influencia de Carnap
El lingüista británico Marcus Tomalin declaró que décadas antes Rudolf Carnap ya había sugerido una versión de «Las ideas verdes incoloras duermen furiosamente». Este filósofo alemán ofreció en 1934 la pseudo-frase «Piroten karulieren elatisch». Según el lingüista estadounidense Reese Heitner, la frase de Carnap mostraba la autonomía de las estructuras sintácticas y las fonológicas.

### Modelos gramaticales y transformaciones
En el tercer capítulo, titulado «Una teoría lingüística elemental», Chomsky trata de determinar qué tipo de mecanismo o modelo proporciona un informe adecuado de un conjunto determinado de oraciones «gramaticales». Chomsky plantea la hipótesis de que este mecanismo tiene que ser finito en lugar de infinito. Entonces contempla la gramática de estado finito, un modelo teórico de comunicación que trata el lenguaje como un proceso de Markov. Luego, en el cuarto capítulo, titulado «Estructura sintagmática», analiza la gramática de la estructura del sintagma, un modelo basado en el análisis de constituyentes inmediato. En el quinto capítulo, titulado «Limitaciones de la descripción de la estructura sintagmática», afirma demostrar que ambos modelos son inadecuados para el propósito de la descripción lingüística. Como solución, introduce la gramática generativa transformacional (TGG, por sus siglas en inglés), «un modelo más poderoso... que podría remediar estas deficiencias».

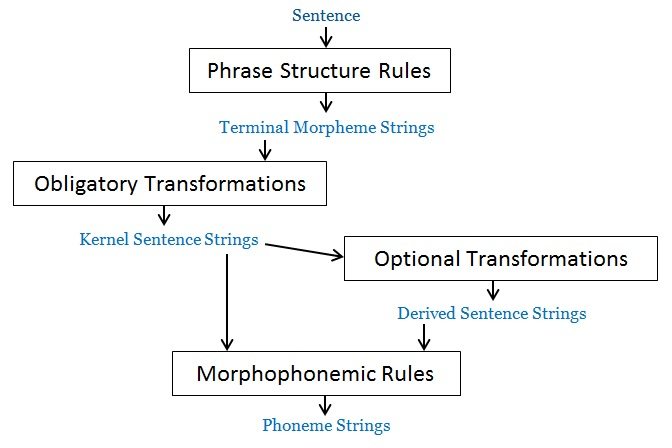
El modelo de gramática presentado en Estructuras sintácticas, de Noam Chomsky (1957)

La gramática transformacional de Chomsky tiene tres partes: reglas de estructura sintagmática, reglas transformacionales y reglas morfofonémicas. Las reglas de estructura sintagmática se utilizan para ampliar las categorías gramaticales y para las sustituciones. Estas producen una cadena de morfemas. Una regla transformacional «opera en una cadena dada... con una estructura constituyente dada y la convierte en una nueva cadena con una nueva estructura constituyente derivada». Puede «reorganizar cadenas o puede agregar o eliminar morfemas». Las reglas de transformación son de dos tipos: obligatorias u opcionales. Las transformaciones obligatorias aplicadas a las «cadenas terminales» de la gramática producen el «núcleo del lenguaje». Las oraciones nucleares son frases simples, activas, declarativas y afirmativas. Para producir oraciones pasivas, negativas, interrogativas o complejas se deben aplicar a la oración nuclear, en un orden en particular, una o más reglas de transformación opcionales. En la etapa final de la gramática, las reglas morfofonémicas convierten una cadena de palabras en una cadena de fonemas. Chomsky entonces aplica esta idea de reglas transformacionales al sistema de verbos auxiliares en inglés.

#### Préstamo de terminología
El término «transformación» en Estructuras sintácticas fue tomado de las obras de Zellig Harris. Harris fue el mentor inicial de Chomsky. En su caso, usó el término «transformación» para describir las relaciones de equivalencia entre las frases de un idioma. Por el contrario, Chomsky utilizó el término para describir una regla formal aplicada a las estructuras subyacentes en las oraciones. Chomsky también tomó prestado el término «generativo» de una obra anterior del matemático Emil Post. Post quería «de forma mecánica [derivar] inferencias desde una oración axiomática inicial». Chomsky aplicó el trabajo de Post sobre inferencia lógica para describir los conjuntos de cadenas (secuencias de letras o de sonidos) de un lenguaje humano. Cuando asegura que un conjunto finito de reglas «genera» (es decir, «enumera recursivamente») un número potencialmente infinito de oraciones de un lenguaje humano en particular, quiere decir que produce una descripción explícita y estructural de dichas oraciones.

### Justificación de las gramáticas
En el sexto capítulo, titulado «Sobre los objetivos de la teoría lingüística», Chomsky escribe que su «preocupación fundamental» es «el problema de la justificación de las gramáticas». Dibuja paralelismos entre la teoría del lenguaje y teorías de las ciencias físicas. Equipara un corpus finito de expresiones de una lengua particular a «observaciones». Compara las reglas gramaticales con «leyes» que se establecen en términos de «construcciones hipotéticas», como fonemas, sintagmas, etc. Según Chomsky, los criterios de «justificación de las gramáticas» son «las condiciones externas de adecuación», la «condición de generalidad» y la «simplicidad». Para elegir la mejor gramática posible para un corpus dado de una lengua determinada, Chomsky muestra su preferencia por el «procedimiento de evaluación» (que utiliza los criterios antes mencionados). Rechaza el «procedimiento de descubrimiento» (empleado en lingüística estructural y del que se espera que produzca automática y mecánicamente la gramática correcta de una lengua a partir de un corpus). También rechaza el «procedimiento de decisión» (que en teoría elige automáticamente la mejor gramática para una lengua a partir de un conjunto de gramáticas contrapuestas). Por tanto, Chomsky muestra preferencia por la «profundidad explicativa», con algunas «insuficiencias empíricas» en la búsqueda de una cobertura empírica muy detallada de todos los datos.

### Aplicación de la gramática transformacional al inglés
En el séptimo capítulo, titulado «Algunas transformaciones en inglés», Chomsky aplica rigurosamente a algunos aspectos del inglés su recién planteado enfoque basado en la transformación. Trata en profundidad la formación de oraciones pasivas negativas en inglés, las interrogativas cerradas y las abiertas. Afirma al final que el análisis transformacional puede describir «una amplia variedad de fenómenos distintos» en la gramática inglesa de una manera «simple», «natural» y «metódica».

### Homonimia construccional y distintos niveles de análisis lingüístico
En el octavo capítulo, titulado «El poder explicativo de la teoría lingüística», Chomsky escribe que una teoría lingüística no puede contentarse simplemente con generar oraciones válidas gramaticalmente. También tiene que dar cuenta de otros fenómenos estructurales en diferentes niveles de representación lingüística. A cierto nivel lingüístico, puede haber dos elementos que se pueden entender aun teniendo diferentes significados, pero que son estructuralmente indistinguibles dentro de ese nivel. Esto se llama «homonimia construccional» [sic]. La ambigüedad relevante se puede resolver estableciendo un nivel superior de análisis lingüístico. En este nivel superior, los dos elementos se pueden mostrar claramente dando lugar a dos interpretaciones estructurales diferentes. De esta manera, las homonimias construccionales a nivel fonémico se pueden resolver estableciendo el nivel de morfología, y así sucesivamente. Por lo tanto, una de las motivaciones para establecer un análisis lingüístico diferenciado y superior es explicar la ambigüedad estructural debida a los homónimos construccionales que se dan a un nivel inferior. Por otro lado, cada nivel lingüístico también capta similitudes estructurales dentro de ese nivel que no se explican en niveles inferiores. Chomsky también utiliza este argumento para motivar el establecimiento de distintos niveles de análisis lingüístico. Chomsky demuestra entonces que una gramática que analiza las oraciones hasta el nivel de la estructura sintagmática contiene muchas homonimias construccionales en la estructura sintagmática y las ambigüedades resultantes deben ser explicadas a un nivel superior. Luego muestra cómo su recién inventado «nivel transformacional» puede funcionar natural y exitosamente como ese nivel superior. Afirma además que cualquier gramática de la estructura sintagmática que no pueda explicar estas ambigüedades tan exitosamente como la gramática transformacional debe considerarse «inadecuada».

### Papel de la semántica en la sintaxis
En el noveno capítulo, titulado «Sintaxis y semántica», Chomsky recuerda que su análisis hasta ahora ha sido «completamente formal y no semántico». A continuación, ofrece muchos contraejemplos para refutar algunas afirmaciones lingüísticas comunes sobre la dependencia de la gramática en el significado. Concluye que la correspondencia entre significado y forma gramatical es «imperfecta», «inexacta» y «vaga». En consecuencia, es «relativamente inútil» utilizar el significado «como base para la descripción gramatical». Para justificar su planteamiento, Chomsky analiza una relación similar entre semántica y fonología. Muestra que desarrollar una teoría de la distinción fonémica basada en el significado implicaría la «compleja», «exhaustiva» y «laboriosa investigación» de un «inmenso», «vasto corpus». Por el contrario, la distinción fonémica se puede explicar fácilmente de una manera «directa» y en «términos completamente no semánticos» con la ayuda de las «pruebas de pares». Chomsky también afirma que un marco estrictamente formal, no semántico, de la teoría sintáctica podría ser útil en última instancia para apoyar una teoría semántica independiente paralela.

## Estilo retórico
Randy Allen Harris, especialista en retórica de la ciencia, escribe que Estructuras sintácticas «apela con calma e insistencia a una nueva concepción» de la ciencia lingüística. Encuentra el libro «lúcido, convincente, sintácticamente atrevido, la voz tranquila de la razón... [hablando] directamente a la imaginación y la ambición de todo el campo». También acortó el «abismo retórico» para hacer el mensaje de La estructura lógica de la teoría lingüística (un trabajo altamente abstracto, matemáticamente denso e «imponentemente técnico») más digerible para la mayoría de los lingüistas. En un examen más detallado del libro, Harris encuentra la argumentación de Chomsky en Estructuras sintácticas «convincente y con múltiples capas». Chomsky no solo hace un llamamiento lógico (es decir, logos) hacia un modelo de lenguaje altamente formalizado, sino que también apela explícita y tácitamente al ethos de la ciencia. En particular, el análisis de Chomsky del complejo sistema de verbos auxiliares inglés en Estructuras sintácticas tuvo un gran efecto retórico. Combinó reglas simples de estructura sintagmática con una regla transformacional simple. Este enfoque se basó completamente en la simplicidad formal. Varios lingüistas lo han descrito como «hermoso», «potente», «elegante», «revelador», «esclarecedor», «seductor» e «ingenioso». Según el lingüista estadounidense Frederick Newmeyer, con este análisis en concreto «Chomsky ganó muchos defensores» e «inmediatamente llevó a que algunos lingüistas propusieran el análisis generativo-transformacional de fenómenos concretos». Según el lingüista británico E. Keith Brown, «reconocí al instante la elegancia y la perspicacia de este relato, lo que fue un factor importante para asegurar el éxito inicial de la forma transformacional de mirar la sintaxis». El lingüista estadounidense Mark Aronoff escribió que este «hermoso análisis y la descripción de algunos hechos muy sorprendentes fueron el arma retórica que impulsó la aceptación de la teoría [de Chomsky]». Añadió que, en el tratamiento de los verbos en inglés, «la convergencia de teoría y análisis proporciona una descripción de los hechos tan convincente que cambió todo el campo». Raymond Oenbring, doctor en retórica de la ciencia, piensa que Chomsky «exagera sobre la novedad» de las reglas transformacionales. «Parece que les atribuye todo el mérito», a pesar de que Zellig Harris ya había presentado una versión de estas en un trabajo anterior. Escribe que el propio Chomsky era «precavido» con el fin de «mostrar consideración» hacia la investigación lingüística imperante. Sus seguidores entusiastas, como Lees, fueron, por el contrario, mucho más «provocadores». Trataron de impulsar una «brecha retórica» entre la obra de Chomsky y la de los post-bloomfieldianos (es decir, los lingüistas estadounidenses de los años 40 y 50 del siglo XX), argumentando que esto último no cuenta como «ciencia» lingüística.

## Acogida

### Impacto en la lingüística
En una de las primeras reseñas del libro, el lingüista estructural estadounidense Charles F. Voegelin escribió que Estructuras sintácticas planteaba un desafío fundamental a la forma establecida de hacer investigación lingüística. Dijo que tenía potencial para lograr «un giro copernicano» dentro de la lingüística. Otro lingüista estadounidense, Martin Joos, calificó la marca chomskyana de la teoría lingüística como una «herejía» dentro de la tradición bloomfieldiana. Estas primeras observaciones resultaron proféticas. El lingüista estadounidense Paul Postal comentó en 1964 que la mayoría de las «concepciones sintácticas prevalentes en los Estados Unidos» eran «versiones de la teoría de las gramáticas de estructura sintagmática en el sentido de Chomsky». Para 1965, los lingüistas decían que Estructuras sintácticas había «marcado una era», tenido una «repercusión asombrosa» y creado una «revolución» kuhniana. El lingüista británico John Lyons escribió en 1966 que «ningún trabajo ha tenido una mayor influencia en la teoría lingüística actual que las Estructuras sintácticas de Chomsky». El historiador de la lingüística británico R. H. Robins escribió en 1967 que la publicación de Estructuras sintácticas de Chomsky era «probablemente el cambio de rumbo más radical e importante en lingüística descriptiva y en teoría lingüística que ha tenido lugar en los últimos años». Otro historiador de la lingüística, Frederick Newmeyer, considera Estructuras sintácticas «revolucionario» por dos razones. En primer lugar, demostró que era posible una teoría formal del lenguaje aunque no fuera empírica. Chomsky demostró esta posibilidad en un sentido práctico al tratar formalmente un fragmento de la gramática inglesa. En segundo lugar, puso la sintaxis en el centro de la teoría del lenguaje. La sintaxis fue reconocida como el punto focal de la producción del lenguaje, donde un conjunto finito de reglas puede producir un número infinito de oraciones. Como consecuencia, la morfología (es decir, el estudio de la estructura y formación de las palabras) y la fonología (es decir, el estudio de la organización de los sonidos en los idiomas) fueron relegadas en importancia. El lingüista estadounidense Norbert Hornstein escribió que, antes de Estructuras sintácticas, la investigación lingüística se preocupaba demasiado por crear jerarquías y categorías de todos los datos observables del lenguaje. Una de las «contribuciones duraderas» de Estructuras sintácticas es que cambió la metodología de la investigación lingüística a la teoría abstracta racionalista basada en el contacto con los datos, lo que es la «práctica científica común».

### Influencia en otras disciplinas
Psicología La gramática generativa de Estructuras sintácticas proclamó la perspectiva mentalista de Chomsky en el análisis lingüístico. Poco después de su publicación, en 1959, Chomsky escribió una revisión crítica de Conducta verbal, de B.F. Skinner. Skinner había planteado la adquisición del lenguaje humano en términos de respuestas condicionadas a estímulos y refuerzos externos. Chomsky se opuso a este modelo conductual. Sostenía que los humanos producen el lenguaje utilizando componentes sintácticos y semánticos separados dentro de la mente. Presentó la gramática generativa como una descripción abstracta coherente de esta realidad psicolingüística subyacente. El argumento de Chomsky tuvo un impacto contundente en la investigación psicolingüística. Cambió el curso de la disciplina en los años siguientes.
Filosofía Estructuras sintácticas inició un diálogo interdisciplinario entre filósofos del lenguaje y lingüistas. El filósofo estadounidense John Searle lo calificó como «un logro intelectual notable» de su tiempo. Comparó el libro «al trabajo de Keynes o Freud». Le atribuyó haber ocasionado no solo una «revolución en lingüística», sino también haber tenido un «efecto revolucionario» sobre «la filosofía y la psicología». Chomsky y Willard Van Orman Quine, un filósofo del lenguaje marcadamente anti-mentalista, debatieron muchas veces sobre el mérito de las teorías lingüísticas de Chomsky. Muchos filósofos apoyaron la idea de Chomsky de que los idiomas naturales son innatos y se rigen por normas sintácticas. También creyeron en la existencia de reglas en la mente humana que unen significados con expresiones. La investigación de estas reglas fue el comienzo de una nueva era en la semántica filosófica.
Informática Con su tratamiento formal y lógico del lenguaje, Estructuras sintácticas también acercó la lingüística al nuevo campo de la ciencia computacional. El científico computacional Donald Knuth (ganador del Premio Turing) relató que la lectura de Estructuras sintácticas en 1961 ejerció influencia sobre él. El artículo Tres modelos (Chomsky 1956), publicado un año antes de Estructuras sintácticas y que contenía muchas de sus ideas, fue crucial para el desarrollo de la teoría del lenguaje formal dentro de la ciencia computacional.
Neurociencia En 2011 un grupo de neurocientíficos franceses llevó a cabo investigaciones para comprobar si los mecanismos cerebrales reales funcionaban de la manera que Chomsky señalaba en Estructuras sintácticas. Los resultados sugieren que determinadas regiones específicas del cerebro manejan la información sintáctica de manera abstracta. Estas son independientes de otras regiones del cerebro que manejan la información semántica. Además, el cerebro analiza no solo simples cadenas de palabras, sino las estructuras jerárquicas de los componentes. Estas observaciones validaron las afirmaciones teóricas de Chomsky en Estructuras sintácticas. En 2015, neurocientíficos de la Universidad de Nueva York realizaron experimentos para determinar si el cerebro humano «genera estructuras jerárquicas» para el procesamiento de las lenguas. Midieron las actividades magnéticas y eléctricas en el cerebro de los participantes. Los resultados mostraron que «los cerebros [humanos] rastrearon claramente tres componentes de las frases que escucharon». Esto «[reflejó] una jerarquía en nuestro procesamiento neuronal de las estructuras lingüísticas: palabras, frases y oraciones al mismo tiempo». Estos resultados confirmaron la hipótesis de Chomsky en Estructuras sintácticas acerca de un «mecanismo gramatical interno» dentro del cerebro.

## Críticas
Idealización errónea
En su discurso presidencial de 1964 ante la Sociedad Lingüística de Estados Unidos, el lingüista estadounidense Charles Hockett consideró Estructuras sintácticas uno de «solo cuatro grandes avances en la lingüística moderna». Pero se convirtió rápidamente en un feroz crítico de la lingüística chomskyana. En 1966 Hockett rechazó «casi en cada detalle el marco de referencia [de Chomsky]». En su libro de 1968 The state of the art, Hockett escribe que la principal falacia de Chomsky es que trata el lenguaje como un sistema formal, bien definido y estable, y parte de esta abstracción idealizada. Hockett cree que tal idealización no es posible. Afirma que no hay evidencia empírica de que nuestra facultad del lenguaje sea, en realidad, un sistema subyacente bien definido. Las fuentes que dan lugar a la facultad del lenguaje en los seres humanos, por ejemplo, la transmisión genética física y la transmisión cultural, están mal definidas. Hockett también se opuso a la hipótesis de Chomsky de que la sintaxis es completamente independiente del estudio del significado.
No-empirismo
Contrario a Hockett, el lingüista británico Geoffrey Sampson pensó que las conjeturas de Chomsky sobre una gramaticalidad bien definida están «[justificadas] en la práctica». Introdujo la sintaxis «dentro del ámbito de la descripción científica». Lo considera una «gran contribución positiva a la disciplina». Sin embargo, sostiene que la lingüística de Chomsky está demasiado «basada en la intuición». Para él, se basa demasiado en los juicios subjetivos introspectivos de los hablantes nativos sobre su propio idioma. En consecuencia, se da menos importancia a los datos del lenguaje observados empíricamente por terceros impersonales.
Influencia de La estructura lógica de la teoría lingüística
Según Sampson, Estructuras sintácticas debe en gran medida su buena fortuna de convertirse en el paradigma teórico dominante en los años siguientes al carisma intelectual de Chomsky. Sampson escribe que hay muchas referencias en Estructuras sintácticas a La estructura lógica de la teoría lingüística (LSLT), del propio Chomsky, en asuntos relacionados con los fundamentos formales del enfoque de Chomsky, pero la versión impresa de LSLT no estuvo disponible durante décadas. Sin embargo, continúa el argumento de Sampson, Estructuras sintácticas, aunque «superficial», obtuvo su «aura de respetabilidad» de tener LSLT al acecho en segundo plano. A su vez, la aceptación de las futuras obras de Chomsky se basó en el éxito de Estructuras sintácticas. En opinión del lingüista británico-americano Geoffrey K. Pullum, Estructuras sintácticas afirma con audacia que «es imposible, no solo difícil» para los dispositivos de estado finito generar todas las frases gramaticales del inglés, y luego alude a LSLT como la «prueba rigurosa» de esto. Pero en realidad LSLT no contiene una prueba válida y convincente que descarte los dispositivos de estado finito.
Originalidad
Pullum también señala que la «originalidad» de Estructuras sintácticas está «altamente sobreestimada». Para él, «no reconoce adecuadamente los méritos de la literatura anterior en la que se inspira». Muestra en detalle cómo el enfoque de Estructuras sintácticas se remonta directamente al trabajo del lógico matemático Emil Post sobre la formalización de la prueba. Pero «pocos lingüistas son conscientes de esto, porque los documentos de Post no están citados». Pullum añade que el uso de sistemas axiomáticos formales para generar oraciones probables en lenguaje con un método descendente fue propuesto por primera vez por Zellig Harris en 1947, diez años antes de la publicación de Estructuras sintácticas. En Estructuras sintácticas se resta importancia a esto.
Necesidad de transformaciones
En 1982, Pullum y otro lingüista británico, Gerald Gazdar, argumentaron que las críticas de Chomsky a la gramática de estructura sintagmática sin contexto en Estructuras sintácticas son o erróneas matemáticamente o basadas en evaluaciones incorrectas de los datos empíricos. Afirmaron que un método que atienda simplemente a la gramática de estructura sintagmática puede explicar los fenómenos lingüísticos mejor que uno que utilice transformaciones.

## Homenajes
En 2000 el Centro de Ciencias Cognitivas de la Universidad de Minnesota compiló una lista de las 100 obras más influyentes en ciencias cognitivas del siglo XX. Fueron nominados a través de internet un total de 305 trabajos académicos y una película. Estructuras sintácticas fue el número uno en esta lista, quedando así reconocido como el trabajo más influyente del siglo en ciencia cognitiva. Estructuras sintácticas fue incluido en Los 100 libros más influyentes jamás escritos, un libro sobre historia intelectual del crítico literario y biógrafo británico Martin Seymour-Smith publicado en 1998. Estructuras sintácticas también apareció en una lista de los 100 mejores libros de no ficción en inglés desde 1923 elegidos por el semanario estadounidense Time.

## Obras citadas [en inglés]
- Aronoff, Mark (2014), «Face the facts : Reading Chomsky’s 'Remarks on Nominalization' after forty years»,  en Florence Villoing; Sophie David, eds., Foisonnements morphologiques: études en hommage à Françoise Kerleroux, Paris: Presses Universitaires de Paris Ouest, pp. 307-324, archivado desde el original|urlarchivo= requiere |url= (ayuda) el 9 de junio de 2016, consultado el 3 de junio de 2021.
- Bach, Emmon (1965), «Structural Linguistics and the Philosophy of Science», Diogenes 13 (51): 111-128, S2CID 145793812, doi:10.1177/039219216501305107.
- Bar-Hillel, Yehoshua (1953), «A Quasi-Arithmetical Notation for Syntactic Description», Language 29 (1): 47-58, JSTOR 410452, doi:10.2307/410452.
- Barsky, Robert (1997), Noam Chomsky: A life of Dissent, Cambridge, Massachusetts: The MIT Press, ISBN 978-0-262-52255-7, archivado desde el original el 6 de septiembre de 2006.
- Barsky, Robert (2011), The Chomsky Effect: A Radical works beyond the Ivory Tower, Cambridge, Massachusetts: The MIT Press, ISBN 978-0-262-51316-6, archivado desde el original el 6 de septiembre de 2006.
- Boden, Margaret (2006), Mind as Machine: A History of Cognitive Science, Oxford: Oxford University Press, ISBN 978-0-19-924144-6.
- Brown, E. Keith (2010), «Generative Grammar»,  en Kirsten Malmkjaer, ed., The Routledge Linguistics Encyclopedia (3 edición), London & New York: Routledge.
- Bugarski, Ranko (1972), Gramatica i um (en serbocroata), Belgrade: Nolit.
- Carnap, Rudolf (1934), Logische Syntax der Sprache, Wien (Vienna): Julius Springer, ISBN 978-3-662-23330-6.
- Chomsky, Noam (1949). Morphophonemics of Modern Hebrew (Tesis de B.A.). University of Pennsylvania.
- Chomsky, Noam (1951). Morphophonemics of Modern Hebrew (Tesis de M.A.). University of Pennsylvania.
- Chomsky, Noam (1953), «Systems of Syntactic Analysis», Journal of Symbolic Logic 18 (3): 242-256, JSTOR 2267409, doi:10.2307/2267409.
- Chomsky, Noam (1956), «Three models for the description of language», IRE Transactions on Information Theory 2 (3): 113-124, doi:10.1109/TIT.1956.1056813.
- Chomsky, Noam (1957), Syntactic Structures, The Hague/Paris: Mouton, ISBN 978-3-11-021832-9.
- Chomsky, Noam (1959), «A Review of B. F. Skinner's Verbal Behavior», Language 35 (1): 26-58, JSTOR 411334, doi:10.2307/411334.
- Chomsky, Noam (1962), «Синтакси́ческие структу́ры (Sintaksychyeskiye Struktury)»,  en Vladimir Andreevich Zveginchev, ed., Novoe v lingvistike (en ruso) 2, Moscow: Izd-vo Inostr. Literatury, pp. 412-527.
- Chomsky, Noam (1963), 文法の構造 (Bunpō no kōzō) (en japonés), Tokyo: Kenkyusha.
- Chomsky, Noam (1964), Current issues in linguistic theory, The Hague: Mouton, ISBN 978-90-279-0700-4.
- Chomsky, Noam (1965), Aspects of the Theory of Syntax, Cambridge, Massachusetts: MIT Press, ISBN 978-0-262-52740-8.
- Chomsky, Noam (1966), Syntaktické struktury : logický základ teorie jazyka, O pojmu "gramatické pravidlo." (en checo), Prague: Academia.
- Chomsky, Noam (1966), 변형생성문법의_이론 (Byeonhyeongsaengseongmunbeobui_iron) (en coreano), Seoul: Pan-Korea Book Corporation.
- Chomsky, Noam (1969), Structures Syntaxiques (en francés), Paris: Éditions du Seuil.
- Chomsky, Noam (1973), Strukturen der Syntax (en alemán), The Hague: Mouton.
- Chomsky, Noam (1973), Syntaktiska Strukturer (en sueco), Lund: Gleerup.
- Chomsky, Noam (1970), Le strutture della sintassi, Universale Laterza (en italiano) 129, Bari: Laterza.
- Chomsky, Noam (1974), Estructuras sintácticas, Mexico City, Mexico: Siglo XXI, ISBN 978-968-23-0075-2.
- Chomsky, Noam (1975), The Logical Structure of Linguistic Theory, New York: Plenum, ISBN 978-0-306-30760-7.
- Chomsky, Noam (1978), «A theory of core grammar», Glot (1): 7-26.
- Chomsky, Noam (1979), Language and Responsibility, New York: Pantheon, ISBN 978-0-85527-535-8.
- Chomsky, Noam; Halle, Morris; Lukoff, Fred (1956), «On Accent and Juncture in English»,  en M. Halle; H.G. Lunt; H. McLean et al., eds., For Roman Jakobson: Essays on the occasion of his sixtieth birthday, The Hague: Mouton & Co., pp. 65-80, ISBN 9780598664198 .
- Collins, John (2008), Chomsky: A Guide for the Perplexed, Guides for the Perplexed, London and New York: Bloomsbury Academic, ISBN 978-0-8264-8663-9.
- Cook, Vivian (2007), «Chomsky's Syntactic Structures fifty years on», International Journal of Applied Linguistics 17 (1): 120-131, doi:10.1111/j.1473-4192.2007.00137.x, archivado desde el original el 5 de enero de 2013.
- Davidson, Donald (1967), «Truth and Meaning», Synthese 17: 304-23, S2CID 14720789, doi:10.1007/bf00485035.
- Dillinger, Mike; Palácio, Adair (1997), «Lingüística gerativa: Desenvolvimento e Perspectivas uma Entrevista com Noam Chomsky», DELTA: Documentação de Estudos Em Lingüística Teórica e Aplicada (en portugués) 13: 199-235, doi:10.1590/S0102-44501997000300007.
- Goldsmith, John A.; Huck, Geoffrey J. (1995), Ideology and Linguistic Theory: Noam Chomsky and the Deep Structure Debates, History of Linguistic Thought, London and New York: Routledge, ISBN 978-0-415-15313-3.
- Graffi, Giorgio (2001), 200 Years of Syntax: A Critical Survey, Studies in the History of the Language Sciences, John Benjamins Publishing, ISBN 978-1588110527.
- Hamans, Camiel (2014), «The coming about of Syntactic Structures», Beiträge zur Geschichte der Sprachwissenschaft 24 (1): 133-156.
- Harris, Randy Allen (1989), «Argumentation in Chomsky's syntactic structures: An exercise in rhetoric of science», Rhetoric Society Quarterly 19 (2): 105-130, doi:10.1080/02773948909390840.
- Harris, Randy Allen (1993), The Linguistics Wars, New York: Oxford University Press, ISBN 9780195098341, archivado desde el original el 28 de marzo de 2021, consultado el 3 de junio de 2021.
- Harris, Zellig (1951), Methods in Structural Linguistics, Chicago: Chicago University Press.
- Heitner, R. M. (2005), «An odd couple: Chomsky and Quine on the phoneme», Language Sciences 27: 1-30, doi:10.1016/j.langsci.2003.11.006.
- Hinrichs, Jan Paul (2001), The C. H. van Schooneveld Collection in Leiden University Library. Editorial correspondence and documents relating to Mouton & Co., The Hague, and other papers in the fields of Slavistics and linguistics, Leiden: Leiden University Library, ISBN 978-90-74204-10-1.
- Hockett, Charles (1965), «Sound Change», Language 41 (2): 185-204, JSTOR 411873, doi:10.2307/411873..
- Hockett, Charles (1966), «Language, mathematics and linguistics», Current Trends in Linguistics, 3. Theoretical Foundations (No. Especial São Paulo), The Hague: Mouton, pp. 155-304.
- Hockett, Charles (1968), The State of the Art, The Hague: Mouton.
- Hopcroft, John E.; Ullman, Jeffrey D. (1979), Introduction to Automata Theory, Languages, and Computation (1st edición), Addison-Wesley, ISBN 978-81-7808-347-6.
- Jakobson, Romam; Halle, Morris (1956), Fundamentals of Language, The Hague: Mouton, ISBN 978-1-178-71814-0.
- Joos, Martin (1961), «Linguistic prospects in the US»,  en Christine Mohrmann, ed., Trends in European and American Linguistics, Utrecht: Spectrum, pp. 11-20.
- Joseph, J. E. (2001), «The exportation of structuralist ideas from linguistics to other ideas: An overview»,  en S. Auroux, ed., History of the Language Sciences, Walter De Gruyter, pp. 1880-1908.
- Joseph, John Earl; Love, Nigel; Taylor, Talbot J. (2001), Landmarks in Linguistic Thought II: The Western Tradition in the Twentieth Century, History of Linguistic Thought, London and New York: Routledge, ISBN 9780415063968.
- Douglas A. Kibbee, ed. (2010), Chomskyan (R)evolutions, Amsterdam and Philadelphia: John Benjamins Publishing Company.
- Knuth, Donald (2003), Selected Papers on Computer Languages, CSLI Lecture Notes, Stanford, California: Center for the Study of Language and Information, archivado desde el original el 20 de agosto de 2018, consultado el 3 de junio de 2021.
- Koerner, E. F. K. (2002), Towards a history of American linguistics, Routledge Studies in the History of Linguistics 5, London & New York: Routledge Taylor & Francis Group, ISBN 9781134495085.
- Lees, Robert (1957), «Review of Syntactic Structures», Language 33 (3): 375-408, JSTOR 411160, doi:10.2307/411160, archivado desde el original el 26 de noviembre de 2013, consultado el 3 de junio de 2021..
- Levin, Samuel R. (1965), «Langue and Parole in American Linguistics», Foundations of Language 1: 83-94.
- Lyons, John (1966), «Review of Aspects of the Theory of Syntax by Noam Chomsky», The Philosophical Quarterly 16 (65): 393-395, JSTOR 2218520, doi:10.2307/2218520..
- McGilvray, James (2005), The Cambridge Companion to Chomsky, Cambridge, United Kingdom: Cambridge University Press, ISBN 9780521784313.
- Newmeyer, Frederick J. (1986), «Has There Been a 'Chomskyan Revolution' in Linguistics?», Language 62 (1): 1-18, JSTOR 415597, doi:10.2307/415597.
- Newmeyer, Frederick J. (1996), Generative Linguistics: A Historical Perspective, Routledge history of linguistic thought series, Routledge, ISBN 978-0-415-11553-7.
- Newmeyer, Frederick J. (1987), Linguistic Theory in America (2 edición), San Diego, California: Academic Press, ISBN 978-0125171519.
- Noordegraaf, Jan (2001), «On the publication date of Syntactic Structures: A footnote to Murray 1999», Historiographia Linguistica 28 (1–2): 225-228, doi:10.1075/hl.28.1-2.18noo.
- Oenbring, Raymond (2009). Scientific rhetoric and disciplinary identity: A critical rhetorical history of generative grammar (Tesis de Ph.D.). University of Washington.
- Otero, Carlos Peregrín (1994), Noam Chomsky: Critical Assessments 2, London and New York: Routledge Press.
- Pallier, Christophe; Devauchelle, Anne-Dominique; Dehaene, Stanislas (2011), «Cortical representation of the constituent structure of sentences», Proceedings of the National Academy of Sciences 108 (6): 2522-2527, PMC 3038732, PMID 21224415, doi:10.1073/pnas.1018711108.
- Post, Emil Leon (1943), «Formal Reductions of the General Combinatorial Decision Problem», American Journal of Mathematics 65 (2): 197-215, JSTOR 2371809, doi:10.2307/2371809.
- Post, Emil Leon (1944), «Recursively enumerable sets of positive integers and their decision problems», Bulletin of the American Mathematical Society 50 (5): 284-316, doi:10.1090/s0002-9904-1944-08111-1.
- Postal, Paul M. (1964), Constituent Structure: A Study of Contemporary Models of Syntactic Description, Bloomington, Indiana: Indiana University.
- Pullum, Geoffrey K.; Gazdar, Gerald (1982), «Natural languages and context-free languages», Linguistics and Philosophy 4 (4): 471-504, S2CID 189881482, doi:10.1007/bf00360802, archivado desde el original el 1 de noviembre de 2019, consultado el 3 de junio de 2021.
- Pullum, Geoffrey K. (2010), «Creation Myths of Generative Grammar and the Mathematics of Syntactic Structures», The Mathematics of Language, Lecture Notes in Computer Science 6149, Berlin Heidelberg: Springer Berlin Heidelberg, pp. 238-254, ISBN 978-3-642-14321-2, doi:10.1007/978-3-642-14322-9_18.
- Pullum, Geoffrey K. (2011), «On the Mathematical Foundations of Syntactic Structures», Journal of Logic, Language and Information 20 (3): 277-296, S2CID 26842058, doi:10.1007/s10849-011-9139-8.
- Pullum, Geoffrey K.; Scholz, Barbara C. (2001), «On the distinction between model-theoretic and generative-enumerative syntactic frameworks»,  en Philippe de Groote; Glyn Morrill; Christian Retore, eds., Logical Aspects of Computational Linguistics: 4th International Conference, Lecture Notes in Artificial Intelligence (2009), Berlin: Springer Verlag, pp. 17-43.
- Quine, Willard Van Orman (1951), «Two Dogmas of Empiricism», Philosophical Review 60 (1): 20-43, JSTOR 2181906, doi:10.2307/2181906.
- Quine, Willard Van Orman (1969), «Reply to Chomsky»,  en D. Davidson and J. Hintikka, ed., Words and Objections, Dordrecht: D. Reidel.
- Rebuschi, Georges (2001), «La grammaire generative du milieu des annees 70 au milieu des annees 90: du modele Standard etendu aux debuts du programme minimaliste»,  en S. Auroux, ed., History of the Language Sciences, Walter De Gruyter, pp. 2084-2110.
- Riemsdijk, Henk C. van.; Huybregts, Riny (1982), The Generative Enterprise: A Discussion, Dordrecht, Holland: Foris Publications.
- Robins, R. H. (1967), A Short History of Linguistics, London: Longman, ISBN 9781317891116.
- Sampson, Geoffrey (1980), Schools of Linguistics, London: Hutchinson & Co.
- Sampson, Geoffrey (2001), Empirical Linguistics, London and New York: Continuum International.
- Searle, John R. (1972), «Chomsky's Revolution in Linguistics», The New York Review of Books 18 (12).
- Searle, John R. (2002), «End of the Revolution», The New York Review of Books 49 (3): 33-6.
- Seymour-Smith, Martin (1998), The 100 most influential books ever written : the history of thought from ancient times to today, Secaucus, N.J.: Carol Publ. Group, ISBN 978-0-8065-2000-1, OCLC 38258131.
- Shannon, Claude E.; Weaver, Warren (1949), The Mathematical Theory of Communication, Urbana: University of Illinois Press, ISBN 978-0-252-72548-7.
- Skinner, Burrhus Frederick (1957), Verbal Behavior, Acton, MA: Copley Publishing Group, ISBN 978-1-58390-021-5.
- Sklar, Robert (9 de septiembre de 1968), «Chomsky's Revolution in Linguistics», The Nation: 213-217.
- Steinberg, Danny D.; Hiroshi, Nagata; Aline, David P. (2013), Psycholinguistics: Language, Mind and World, Routledge, ISBN 9781317900566.
- Stokhof, Martin (2012), «The Role of Artificial Languages in the Philosophy of Language»,  en Gillian Russell and Delia Graff Fara, ed., The Routledge Companion to Philosophy of Language, Routledge Philosophy Companions, Routledge.
- Thomas, Margaret (2012), Fifty Key Thinkers on Language and Linguistics, Routledge, ISBN 9781136707506.
- Thorne, James Peter (1965), «Review of P. Postal, Constituent Structure», Journal of Linguistics 1: 73-6, doi:10.1017/s0022226700001055.
- Tomalin, Marcus (2002), «The formal origins of syntactic theory», Lingua 112 (10): 827-848, doi:10.1016/S0024-3841(02)00049-9.
- Tomalin, Marcus (2003), «Goodman, Quine, and Chomsky: from a grammatical point of view», Lingua 113 (12): 1223-1253, doi:10.1016/s0024-3841(03)00017-2.
- Tomalin, Marcus (2006), Linguistics and the Formal Sciences: The Origins of Generative Grammar, Cambridge: Cambridge University Press.
- van Schooneveld, Cornelis H. (2001), «A brief comment re Jan Noordegraaf's "On the publication date of Syntactic Structures"», Historiographia Linguistica 28 (3): 468, doi:10.1075/hl.28.3.19sch.
- Voegelin, Charles F (1958), «Review of Noam Chomsky, Syntactic Structures», International Journal of American Linguistics 24 (3): 229-231, doi:10.1086/464460.

## Lectura adicional
- Barsky, Robert (2011), Zellig Harris, Cambridge, Massachusetts: The MIT Press. [en inglés]
- Freidin, Robert (2007), Generative Grammar: Theory and its History, Routledge. [en inglés]
- Matthews, Peter Hugoe (1993), Grammatical Theory in the United States: From Bloomfield to Chomsky, Cambridge Studies in Linguistics 67, Cambridge: Cambridge University Press. [en inglés]
- Norbert Hornstein; Howard Lasnik; Pritty Patel-Grosz et al., eds. (2017), Syntactic Structures after 60 Years: The Impact of the Chomskyan Revolution in Linguistics, Studies in Generative Grammar [SGG] 129, De Gruyter Mouton . [en inglés]
- Lasnik, Howard (2000), Syntactic Structures Revisited: Contemporary Lectures on Classic Transformational Theory, Current Studies in Linguistics 33, Cambridge, Massachusetts: The MIT Press. [en inglés]